# Tiomila
Tiomila è una gara d'orientamento che si tiene ogni anno in Svezia dal 1945. La corsa maschile consiste in 10 percorsi (10 frazionisti) che si effettuano sia di giorno che di notte. La corsa femminile consiste in 5 percorsi alla luce del giorno.
Tiomila attrae squadre di tutte le principali nazioni d'orientamento. Nel 2005, circa 300 squadre hanno preso parte alla gara maschile e 400 squadre in quella femminile.
Il nome significa "dieci miglia (svedesi)" (100 km) e si riferisce alla distanza totale percorsa da ogni squadra. Tuttavia la distanza effettiva varia di anno in anno.